# Назария
Назария (порт. Nazária) — муниципалитет в Бразилии, входит в штат Пиауи. Составная часть мезорегиона Северо-центральная часть штата Пиауи. Входит в экономико-статистический микрорегион Терезина. Население составляет 8068 человек на 2010 год. Занимает площадь 363,589 км². Плотность населения — 22,19 чел./км².

## Демография
Согласно сведениям, собранным в ходе переписи 2010 г. Национальным институтом географии и статистики (IBGE), население муниципалитета составляет:
| Полное население                               | Полное население                               | Полное население                               | Полное население                               | 8068  |
| ---------------------------------------------- | ---------------------------------------------- | ---------------------------------------------- | ---------------------------------------------- | ----- |
| в том числе:                                   | Городское население                            | 1652                                           | Процент городского населения, %                | 20,48 |
|                                                | Сельское население                             | 6416                                           | Процент сельского населения, %                 | 79,52 |
|                                                | Мужское население                              | 4085                                           | Процент мужского населения, %                  | 50,63 |
|                                                | Женское население                              | 3983                                           | Процент женского населения, %                  | 49,37 |
| Плотность населения, чел/км²                   | Плотность населения, чел/км²                   | Плотность населения, чел/км²                   | Плотность населения, чел/км²                   | 22,19 |
| Население муниципалитета в % к населению штата | Население муниципалитета в % к населению штата | Население муниципалитета в % к населению штата | Население муниципалитета в % к населению штата | 0,26  |

По данным оценки 2016 года, население муниципалитета составляет 8366 жителей.